# Ico (jeu vidéo)
Pour les articles homonymes, voir Ico.
Ico est un jeu vidéo d'action-aventure développé par la Team Ico est sorti en 2001 sur PlayStation 2. Imaginé et dirigé par Fumito Ueda, le jeu obtient une critique plus que positive du fait de son game design atypique, sa réalisation et son onirisme.
Il a fait l'objet d'une ré-édition pour la PlayStation 3 sortie en septembre 2011, avec des graphismes améliorés sur un Blu-ray contenant également Shadow of the Colossus.

## Synopsis
Ico est un jeune garçon né avec des cornes. Convaincus d'une malédiction, les villageois font alors appel aux services de chevaliers sans visages. Après un long voyage, ces chevaliers l'enferment vivant parmi un grand nombre de sarcophages d'une forteresse abandonnée. Il échappe à son funeste destin et fait la rencontre de Yorda, une entité féminine à la nature indéterminée. Les deux protagonistes, bien que ne parlant pas la même langue, s'entraident alors pour s'échapper du château, Ico veillant sans relâche sur la frêle Yorda, que des hordes de chimères tentent d'empêcher de fuir.
Alors qu'ils atteignent la grande porte de la forteresse, la Reine, maitresse des lieux et mère de Yorda, apparait, leur ferme l'accès à la passerelle et interdit à Yorda de quitter le bâtiment. Ico et Yorda doivent donc retourner dans le château afin d'activer le mécanisme, fonctionnant avec la lumière du soleil, pour rouvrir la porte. Mais pendant qu'ils traversent le pont, la Reine éteint le mécanisme, provoquant la séparation du pont en deux parties qui séparent Ico et Yorda. Le garçon tente de rejoindre son amie mais celle-ci est capturée par la Reine, et Ico fait alors une longue chute.
Il reprend conscience dans les galeries souterraines du château, où il se fraye un chemin vers les étages. Il trouve sur sa route une épée magique capable de détruire les chimères d'ombre, et une fois armé, rejoint la salle du trône. Ico retrouve Yorda, changée en statue par la Reine, et cette dernière lui apprend qu'elle souhaite utiliser Yorda pour étendre sa propre vie par un procédé qu'elle a utilisé sur les autres humains à cornes emprisonnés dans les sarcophages du château. Ico et la Reine combattent, le garçon y perd ses deux cornes mais parvient à planter son épée magique dans le cœur de la Reine, la tuant. Sa mort entraine l'effondrement de la forteresse. Le sortilège figeant Yorda est rompu, et une version ombrageuse de Yorda vient au secours d'Ico, inconscient, en le mettant dans une barque qu'elle pousse loin du château, elle restant dans les ruines. Ico se réveille dans la barque alors qu'elle s'est échouée sur une plage de sable blanc, loin du château, et retrouve Yorda, sous forme humaine. Elle se réveille à son tour quand le jeu s'achève.

## Système de jeu
Le joueur dirige Ico et son but est de se frayer un chemin dans les dédales du château. Sa destinée est intimement liée à celle de Yorda, dont les pouvoirs permettent de déplacer les énormes blocs de pierres sacrées qui scellent les salles de l'imposante demeure. Les capacités physiques limitées de Yorda rendent leur progression difficile. Contrairement à Ico, la jeune femme est incapable de se hisser à une corde, de sauter au-dessus d'un précipice, d'escalader les murs, etc. Le jeu est donc rythmé par une succession d'énigmes qui se résument principalement à cette question : comment prendre la mesure de l'architecture des lieux et permettre à Yorda (et à Ico) d'atteindre la prochaine sortie ? La solution passe par des mécanismes à déclencher, des caisses à déplacer, des éléments du décor à détruire, des passages secrets à découvrir…
Finalement, l'aventure mêle des phases de plates-formes, de réflexion et de combats. Ces derniers, basiques mais intenses, se déroulent lorsque les chimères (monstres insaisissables constitués de volutes de fumée noire) surgissent inopinément pour enlever Yorda. Ico doit alors la protéger en repoussant les assaillants à l'aide d'un simple bâton ou d'une épée. Les chimères profitent souvent de l'isolement de Yorda pour surgir, faisant naître un sentiment d'inquiétude constant chez le joueur dès qu'il est amené à s'éloigner de la jeune femme.
Les interactions entre Ico et Yorda ont été particulièrement soignées. Ne parlant pas la même langue, leur communication se résume à quelques signes élémentaires, oraux ou gestuels. Ico peut ainsi inviter Yorda à le suivre ou à l'attendre. Il peut aussi la prendre par la main pour l'emmener avec lui et l'aider à franchir certains obstacles. A contrario, il est utile d'observer Yorda puisque son comportement donne parfois un indice sur la marche à suivre.

## Développement

### Genèse
| Équipe de développement |
| --- |
| - Game Design : Fumito Ueda - Planification : Junichi Hosono, Tsutomu Kouno, Kei Kuwabara Graphisme, animation : - Conception des personnages : Fumito Ueda, Chika Fukui, Kazuhiro Numata, Mitsuhiro Shimooki - Animation des personnages : Takeshi Ambe (Ico, Yorda, Queen), Atsuko Fukuyama (Ico, Yorda, Queen), Mizuki Muramatsu (Smokeman, Ico), Fumito Ueda (lead) - Conception des décors : Katsuhiko Abe, Taijuro Hachiya, Kaihei Hayano, Tsutomu Kouno, Atsushi Morioka, Kazuhiro Numata, Nanako Ohmura, Mitsuhiro Shimooki, Mikiko Takeda, Chikara Ueno Programmation : - Programmation système : Fumiaki Hara, Jinji Horagai - Programmation personnages et objets : Toshihiro Ito, Shotaro Omori, Hajime Sugiyama - Programmation système de mouvement : Hajime Sugiyama - Programmation IA Yorda : Jinji Horagai, Shotaro Omori - Draw engine program : Takuya Seki - Programmation visuel : Takuya Seki, Hajime Sugiyama - Programmation outils : Toshihiro Ito - Scripting : Junichi Hosono Son : - Conception sonore : Masaaki Kaneko - Effets sonores : Masaaki Kaneko, Keiichi Kitahara - Superviseur des musiques : George Asahi - Compositeurs : Michiru Ōshima, Kōichi Yamazaki (Pentagon) - Arrangement des musiques : Pentagon - Coordination enregistrement : Lynne Hobday, Emari Mamiya - Ingénieur : Roland Herrington - Voix : Kazuhiro Shindō (Ico), Rieko Takahashi (Yorda), Misa Watanabe (Queen) - Production des voix : Miho Kawagoe, Shinsaku Tanaka Production : - Direction créative : Fumito Ueda - Producteur : Kenji Kaido - Producteur délégué : Yasuhide Kobayashi - Superviseurs : Masatsuka Saeki, Akira Sato, Fumiya Takeno |

Fumito Ueda, diplômé des Beaux-arts et animateur CG autodidacte, est à l'origine du projet en février 1997. Le concept se résume à une « image », inspirée par une scène dans une publicité télévisée : la rencontre entre un garçon et une fille légèrement plus âgée qui vivent une aventure main dans la main. L'intérêt porté à cette image, outre son caractère universel, se situe dans le lien physique qui unit les personnages et sous-tend une réalité affective, et sur la combinaison visuelle « équilibrée » formée par le duo qui dévie du schéma habituel (c'est le petit qui mène le grand). Avec l'aide d'un assistant, Ueda matérialise sa vision du jeu en réalisant un film-pilote en image de synthèse avec le logiciel LightWave 3D sur un Amiga durant quatre mois. Le film de trois minutes est présenté en juin aux responsables de Sony Computer Entertainment (notamment Shuhei Yoshida), qui décident de retenir le projet malgré l'inexpérience de Ueda (27 ans),,.

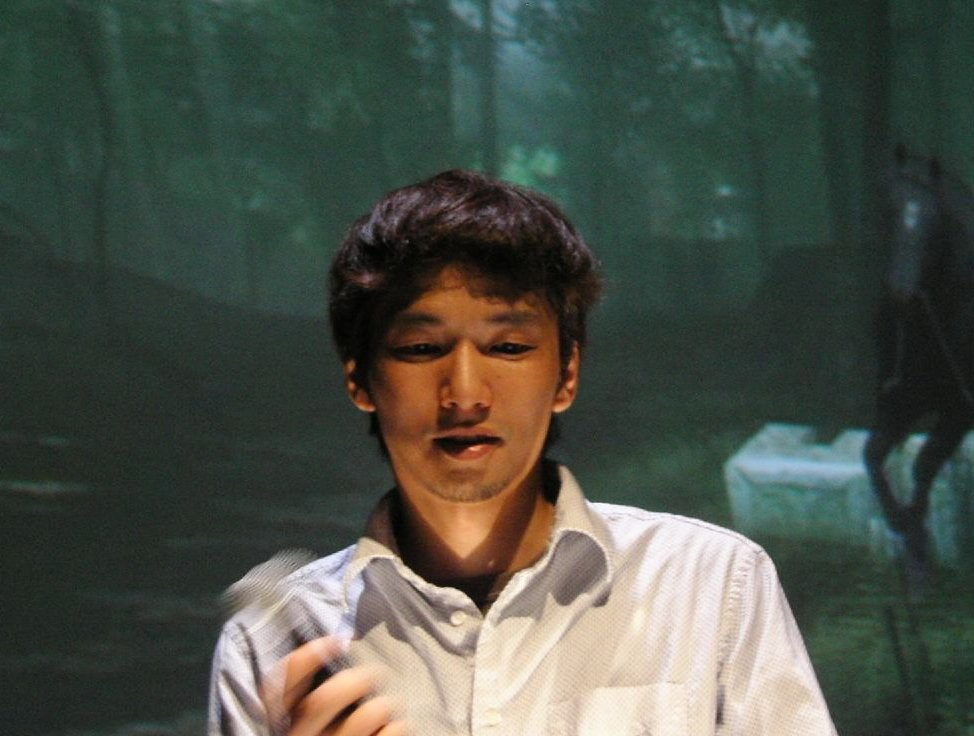
Fumito Ueda dirige la création du jeu.

Le producteur Kenji Kaido est associé à Ueda et le projet Ico entre en pré-production en septembre 1997 dans le Département Production #1 de Sony Japan. Les deux hommes définissent les objectifs du projet, résumés à trois concepts-clés : le jeu doit se différencier des autres productions du marché, être valorisé par une approche graphique artistique (la composition visuelle est un élément-clé du game design), et atteindre un nouveau degré de « réalité » afin de proposer une expérience tangible, immersive et émotionnelle. Ueda et Kaido s'attellent à former une équipe de développement, plus tard surnommée la Team Ico : ils optent pour des artistes extérieurs au monde du jeu vidéo, qui réalisent pour la plupart leur premier jeu. Ce choix est justifié par la nécessité d'avoir des regards neufs afin de réaliser quelque chose de différent. Le staff initial comprend neuf personnes et atteint une vingtaine de personnes par la suite. La production du jeu, à l'origine développé sur PlayStation, commence en février 1998 et va se poursuivre pendant plus de trois ans.

### Conception
Ueda, décrit comme perfectionniste, multiplie les rôles sur le développement (game designer, character designer et lead animator). Il réalise également l'illustration de la jaquette (japonaise et européenne), dans un style inspiré du peintre métaphysique Giorgio de Chirico (La Nostalgie de l'infini, Mystère et mélancolie d'une rue).

#### Conception par soustraction
Le but du projet Ico est de recréer une « réalité » capable d'immerger le joueur, de générer son implication émotionnelle. Au fil du développement, Ueda développe une approche particulière pour atteindre cet objectif, laquelle va être systématisée dans une méthode appelée « conception par soustraction ». Cette approche minimaliste, rendue publique lors de la Game Developers Conference de 2004, consiste à rendre le jeu le plus « simple » possible et à réduire son volume pour accroître sa qualité et sa densité. Tous les éléments du jeu sont concernés : l'histoire, les personnages, l'animation, les visuels, les sons, le système de jeu, les énigmes et l'interface. La démarche aboutit par exemple à centrer l'aventure sur un lieu unique, à limiter le nombre de protagonistes, à exclure le système d'évolution des personnages, à privilégier la communication non verbale entre les deux héros, à limiter les éléments extradiégétiques (interface, musique de fond) ou encore à réaliser les animations des personnages à la main. Le jeu final est fidèle au concept original mais il retient très peu d'éléments du film-pilote de 1997 (village, villageois, forêt, désert ont par exemple disparu). Cette approche a eu des effets bénéfiques sur les coûts de production.

#### Les personnages
La relation entre Ico et Yorda est au cœur de l'expérience. À la minute où Yorda est délivrée par Ico (dès la première scène), elle devient le centre du jeu, ce qui est inhabituel pour un personnage non jouable. La jeune femme incarne à la fois la jauge de vie du personnage (si elle est enlevée, la partie se termine) et la clé qui permet de progresser dans le jeu. La relation entre Ico et Yorda repose entièrement sur le langage corporel, une décision destinée à renforcer le lien physique entre les personnages. En maintenant les deux personnages près l'un de l'autre, et en utilisant le toucher dans le cadre du gameplay, les concepteurs créent une connexion puissante entre le joueur et Yorda. Cette connexion se matérialise pour le joueur par l'appui continu sur une touche de la manette pour « tenir la main de Yorda ». La vibration du contrôleur lorsque les personnages sont liés viennent renforcer la nature tactile, sensuelle de leur relation. Les mouvements délicats et peu assurés de la jeune femme inspirent la dépendance et la vulnérabilité, ce qui incline subtilement la stratégie de jeu, basé sur l'entraide, et l'émotion du joueur.

#### La forteresse
La forteresse, édifiée sur un îlot à quelques centaines de mètres de la côte, est l'unique lieu de l'action. Ueda n'a encore jamais visité de château à l'époque : il s'inspire des travaux de Giovanni Battista Piranesi (les Prisons imaginaires) et Giorgio de Chirico (l'Enigme d'une journée) et puise aussi dans les décors ruraux japonais contemporains, où la nature empiète sur les constructions humaines (le château contient jardins et points d'eau verdoyants). La structure, massive et labyrinthique, est traversée de part en part de manière linéaire et alambiquée. Le joueur est amené à revenir sur ses pas de façon inattendue et à redécouvrir des lieux déjà traversés d'un autre point de vue. La forteresse est régulièrement décrite comme le "troisième personnage du jeu" ,.

#### Caméra sensible au contexte
Le jeu utilise un système de caméra cinématique « sensible au contexte », dans lequel la prise de vue est gérée automatiquement en fonction de la position du personnage. Le procédé permet une grande variété visuelle (valeurs de plan, emplacements et mouvements de caméra) et est un élément important de la composition visuelle; la perspective plongeante renforce par exemple l'impression de vulnérabilité des protagonistes dans l'environnement massif et vertigineux. La caméra peut pivoter à l'initiative du joueur pour découvrir le hors-champ (les angles morts permettent d'exclure des hypothèses lors d'énigmes spatiales) et faire le lien sur Yorda lorsqu'elle se retrouve isolée ou enlevée : Ico disparaît alors du cadre de l'image sans que le temps de l'action ne soit suspendu.

### Changement de plate-forme
En septembre 1999, le développement connaît une étape critique car l'objectif de « réalité » est encore hors de portée : les mouvements et les comportements de personnages sont mal maîtrisés et le nombre important de paramètres à contrôler génèrent des instabilités du programme. Les limitations du processeur central de la PlayStation (PSone) et la capacité des programmeurs à comprendre et à contribuer à l'objectif sont pointés du doigt. Trois issues sont alors envisagées : annuler le projet, le terminer en reniant les intentions initiales ou prendre encore davantage de temps… Cette dernière solution est retenue en octobre 1999 et s'accompagne du transfert du projet sur la future PlayStation 2 (sortie en 2000). Les capacités étendues du processeur de la console, l'Emotion Engine, permettent de résoudre les problèmes techniques et d'augmenter le niveau de détails des visuels et de l'animation.

### Musique et effets sonores
| ICO: Melody in the Mist |
| --- |
| 1. Prologue 2. Coffin 3. Impression 4. Castle in the Mist 5. Beginning 6. Who Are You? 7. Darkness 8. Heal 9. The Gate 10. Queen 11. Continue 12. Déjà Vu 13. Shadow 14. Entity 15. Collapse 16. ICO: You Were There |

La musique est écrite par la compositrice Michiru Ōshima et Kōichi Yamazaki (alias Pentagon). Le thème principal est inspiré du morceau Scarborough Fair de Simon et Garfunkel, qui fut utilisé sur une vidéo de présentation durant le développement. La musique n'apparait qu'à quelques moments-clés de l'aventure et le silence et les bruitages dominent l'ambiance sonore (bruits des pas, crépitement des torches, souffle du vent…). Le thème chanté du générique de fin, ICO: You Were There, est interprété par le jeune Steven Geraghty (voir Libera). Un album officiel, ICO: Melody in the Mist, est sorti au Japon le 20 février 2002.

## Accueil
Ico n'a pas eu d'impact notable sur le marché en dépit des critiques élogieuses. Les ventes globales sont estimées à 650 000 (avant sa réédition). Au fil du temps, la réputation du jeu a fait son chemin et le jeu est devenu l'un des mieux cotés sur PlayStation 2 (en 2005, l'édition limitée européenne se négocie à plus de 100 $ sur le site eBay). Sony Europe a répondu à la demande en rééditant le jeu en 2006, à l'occasion de la sortie de Shadow of the Colossus.
Le jeu est salué pour sa capacité à impliquer émotionnellement le joueur de manière « très simple et très pure ». Pour l'éditorialiste Chris Remo, il démontre qu'un jeu vidéo peut-être sincèrement touchant, présenter une substance émotionnelle au cœur de son style tout en ayant une intrigue des plus minces. Le gameplay est une expression du thème du jeu et le sous-texte du jeu, émotionnel, puise dans la relation entre le joueur et le personnage de Yorda. Ico est considéré comme l'un des plus beaux jeux de la console. On lui prête un succès particulier auprès de l'audience féminine pour son ton romantique et ses visuels doux. Il a reçu une évaluation moyenne de 90 % dans les médias spécialisés anglophones,. 
L'estime portée au titre est importante, faisant de son auteur une figure reconnue de l'industrie, respectée par ses pairs et admirée par de nombreux joueurs. James Mielke, rédacteur en chef du site 1UP.com, écrit : « Mené par la voix douce de Fumito Ueda, [SCE Japan Studio] a produit deux des plus élégants délices de l'histoire du jeu vidéo ». En 2009, Edge inclut Ico dans son « Top 100 des meilleurs jeux à jouer aujourd'hui » et écrit : « Du cadre, enveloppé dans la brume, tacheté de mousse et béni d'un rare sens d'authenticité, à l'amitié tendre et muette qui s'épanouit au cœur du jeu, Ico parvient à être aussi fugace et ambigu qu'un rêve, et raconte une histoire scrupuleusement réduite à l'élégance décharnée du mythe ». Jean-Sébastien Chauvin, critique aux Cahiers du cinéma, écrit : « Nul doute qu'avec Ico (et quelques autres), le jeu vidéo sort peu à peu de son âge primitif, s'acheminant vers un devenir adulte qui n'entrave en rien son indéfectible part d'enfance ». Charles Herold, critique au New-York Times, écrit : « Ico n'est pas un jeu parfait, mais un jeu de parfaits moments. » et « Aucun débat sur le potentiel du jeu vidéo comme médium artistique ne peut se faire sans référence à Ico de 2001 ».
Michael Stora, psychologue clinicien pour enfants et adolescents et créateur de l'atelier jeu vidéo, a exploité la « valeur thérapeutique » du jeu  auprès d'enfants de mères dépressives ou toxicomanes, tirant notamment parti de la spécificité de la relation entre les deux héros,.
Le site de retrogaming GrosPixels voit en Ico une œuvre poétique, très au point techniquement, parfois proche du film Le roi et l’oiseau en termes de design, et salue l’absence rafraîchissante d’indications à l’écran ainsi que les mouvements de caméras amples et cinématographiques.

### Récompenses
Ico a reçu six nominations aux Game Developers Choice Awards (IGDA), dont celle du jeu de l'année, remportant les prix du level design, de la direction artistique et de l'innovation, et huit nominations aux Interactive Achievement Awards (AIAS), dont celle du jeu de l'année, glanant les prix de la direction artistique et du développement des personnages ou de l'histoire. Il a reçu le prix Edge Award à l'ECTS 2002, le prix spécial au CESA Game Awards 2001-2002 et fut aussi nommé dans la catégorie meilleur jeu console de l'année 2002 aux BAFTA Games Awards. En 2008, la Team Ico reçoit le prix Arts visuels par la CEDEC,.

## Postérité
Shadow of the Colossus, le second jeu de Fumito Ueda, est sorti en 2006. Le jeu raconte la quête épique et tragique de Wander, un jeune homme qui se rend dans une contrée sacrée interdite dans l'espoir de ramener à la vie son amie. Là-bas, une divinité accepte de concrétiser son souhait s'il parvient à terrasser les seize colosses géants qui peuplent ces terres désolées. Parfois considéré comme la suite spirituelle d'Ico, le jeu partage le même monde imaginaire et son approche minimaliste et originale du game design. Shadow of the Colossus se révèle en fait être une préquelle d'Ico.
The Last Guardian, la troisième production de la Team Ico (sorti le 7 décembre 2016 sur PlayStation 4), partage également le même monde imaginaire.